# 波音
波音公司（英語：The Boeing Company）是美國一家開發、生產及销售固定翼飛機、旋翼机、运载火箭、导弹和人造卫星等產品，為世界最大的航天航空器製造商。於1997年併購麥克唐納-道格拉斯公司後，成為美國境內唯一製造民航用廣體客機的公司，與歐洲空中客车公司同為世界主要的兩家大型民航機製造商，彼此瓜分市場。
波音分成四個總部：波音商用飛機、波音國防太空安全、波音全球服務及波音金融。
2018年，波音凭借其收入跻身全球第二大國防承包商，按美元计价下是美國第一大出口商。2019年，波音营业额765.6億美元，位列《財富》雜誌「財富500強」榜單第40名。2020年，位列「財富世界500大」榜單第121名。波音股票屬於道瓊工業平均指數。

## 历史

### 創業初期
1916年7月1日，波音由威廉·爱德華·波音以及美國海軍技師喬治·康拉德·韋斯特維爾特於美國西雅圖共同創立。剛開始，公司名字取自兩人姓氏開頭字母組合「B&W」。B&W（藍色比爾）的第一架飛機為搭載雙浮筒的水上飛機，不過這個公司名稱很快地就被改為Pacific Aero Products。接著在1917年時公司名稱再度改名，取為「波音飛機公司（Boeing Airplane Company）」。由於當時正值第一次世界大戰，美國海軍向波音飛機公司採購700架搭載雙浮筒、雙翼單引擎的C型教練機，奠定波音在飛機製造商的地位。
在第一次世界大戰結束後，軍用飛機已無更大的需求，民航業仍未開始發展，當時的美國境內主要使用飛機的事業僅只有郵政業務。因此波音公司使用C型機的最終版本C-700，在美國西雅圖與加拿大溫哥華之間，開展世界首次的國際郵務事業。隨著威廉·波音的航空公司「波音航空運輸公司（Boeing Air Transport Inc.）」業務需求逐漸擴大，飛機也開發出40A型等更現代化的飛機來使用。

### 大戰間期
1923年，美國陸軍與海軍分別採購戰鬥機P12以及F4B，購買該系列總計586架。波音也從郵務飛機開始發展載客用民航機，於1933年計畫研發可搭載十名乘客的小型雙螺旋槳飛機波音247。當時大部分的飛機機翼為帆布鋪成，且具有固定起落架的雙翼機；但247為機身全為鐵金屬製、低單翼，且起落架可收入機腹，巡航速度亦達到每小時300公里的新飛機，波音航空運輸公司（即後來的聯合航空）率先引進。
1929年，波音與引擎製造商普惠公司等公司設立從製造到營運皆一手包辦的大型企業「聯合飛機與空運公司（United Aircraft and Transport Corporation）」。
但是，247的前景並未持續太久，它逐漸被1935年發表的大型客機道格拉斯DC-3取代。而且聯合飛機與空運公司於1934年時，受到美國空郵法案禁止飛機製造商以及航空公司同屬一間公司的影響，公司被拆成三間獨立運作的公司，分別為聯合飛機公司（後來更名為聯合技術公司）、波音飛機公司，以及聯合航空。1961年，波音飛機公司正式改名為現在使用的名字「波音公司」。
直至1930年代，波音不斷生產飛機，包含世界首架具有加壓客艙的民航機波音307等先進的大型客機，在商業上獲得巨大的成功。軍事部門方面，美國陸戰隊採用了波音自1936年以來自行研發，具有四發引擎的B-17轟炸機。該機雖然擁有優越的性能，但由於試飛時發生事故而在競標時敗給了道格拉斯B-18轟炸機。

### 第二次世界大戰間
美國自1941年開始參加第二次世界大戰，一直以來作為轟炸機的雙發軍機的能力不足，因此波音公司的B-17轟炸機便成了美軍於歐洲戰場使用的主力飛機，因此該機開始大量生產。B-17作為能夠長距離飛行，同時亦能搭載大量炸彈的轟炸機獲得高度青睞，同時也確立B-17在戰略轟炸機上的地位，生產B-17的波音也因此聲名遠播。後來波音公司應美軍的需要更完成超大型轟炸機B-29超級堡壘轟炸機，且大量的需求必須將飛機移至其他企業的工廠才能完成，長距離的侵略攻擊能力使得B-29使用於空襲日本的作戰。在這之中，被命名為艾諾拉·蓋號和博克斯卡號的兩架B-29轟炸機，亦是分別在長崎與廣島投下原子彈的轟炸機，B-29迄今仍是唯一於實戰中投下原子彈的機種。

### 第二次世界大戰後
波音國防部門研發生產採用後掠翼的大型轟炸機B-47轟炸機，以及其後繼機種B-52同溫層堡壘轟炸機。民航機方面則開發了以B-29為基礎的波音377客機，不過由於377客機的經濟性不符需求，僅生產56架便走入歷史。

### 大型噴射機的開發
當時航空界大多採用以活塞發動機作為飛機引擎，對於噴射引擎的高昂成本，態度上較為消極。波音當時認為航空界遲早會大量採用噴射飛機，自1952年以後就決定投入1600萬美金來研發噴射飛機。當時美國空軍正在開發B-47、B-52以及康維爾B-58轟炸機，同時也在推動計畫中的超音速轟炸機XB-70女武神式轟炸機。由於轟炸機機隊相當活躍，導致當時作為美國空軍空中加油機主力的KB-29/KB-50/KC-97等以B-29改造而來的空中加油機，不僅性能不足，而且數量也極度短缺。1958年，美國空軍發表「至少還需要800架採用噴射引擎的空中加油機」這番言論。
波音為了秘密研發這架噴射機，將此案裝作為波音C-97的改良機種。而將這件第80號的開發案，取名為「Dash 80（波音367-80）」，並開始製作試作機。1954年5月，Dash 80下線，並在同年7月完成初次飛行。在該年5月，美國空軍發表新型加油機以及運輸機的需求，當時美國重要的飛機製造商道格拉斯公司和洛克希德公司都參與投標，但波音這架367-80已經大抵上完成，壓倒性的優勢使得軍方採用波音的提案。波音便以此架飛機為基礎，研發出KC-135空中加油機，該年10月便已生產29架。
另一方面，波音更利用這次的成功，再度以367-80為基礎，開發出載客用的民航機波音707噴射客機，由於這架飛機比以往的螺旋槳飛機提供多達兩倍的運量以及兩倍的飛行距離，這款劃時代的飛機是第一款獲得巨大成功的噴射客機，开启了民用航空的新时代和全新的运营模式，完全支配1960年代到1970年代的天空，首架波音707於1955年交付泛美航空。後來波音也以707為基礎，研發出最早期的空中預警機E-3哨兵式預警機。美国曾经的“空军一号”也改装于波音707。
這兩架飛機的始祖，原型機Dash80（367-80）在1972年捐贈給美國國家航空航天博物館，在1990年時還給波音公司，2003年在史蒂文·烏德沃爾哈齊中心展示。

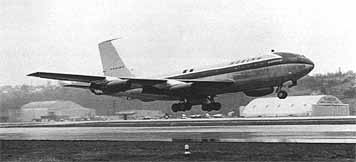
367-80

### 民航機的霸主
波音公司在707以前，從未在民航機上獲得成功過，市場長期一直遭到道格拉斯公司的壟斷。不過707投入市場後，讓長距離的高速空中旅行得以實現，一般旅客能更簡單地前往海外旅行。在1963年，開發出中程專用的噴射客機波音727。這架飛機擁有三層襟翼的高升力裝置，大幅改善起降性能，使得噴射客機也能在中型規模的機場起降。這造成維克斯子爵等以往於中程航線佔據優勢的雙螺旋槳飛機，噴射飛機也能如往常地起降。接著，波音公司更進一步研發短程距離使用的波音737噴射客機，讓航空界朝著噴射化前進。
1963年，原本為了美軍CX-HLS次代運輸機計畫而研發的大型運輸機，在競標上輸給洛克希德公司後，因應泛美航空急於開發長距離國際航線的要求，將運輸機改為民航機，並在1969年完成初次飛行，這款飛機原本為了放置戰車，而將機首部分設計為雙層，導致外型極為特殊的飛機便是波音後來在民航機市場獲得巨大成功的超大型客機波音747。
由於747在設計時引擎出力不足，速度性能上毫無優異表現，飛行時必須完全輕量化。但波音後來更改引擎，且加強機首至機尾的構造強度。747的機身以當時而言非常巨大，甚至有評論家無情地批評：「這將是滿是空位的機型」。
不過，泛美航空仍然將747客機正式引進，日本航空、英國海外航空以及漢莎航空等大型國際航空公司也因青睞747絕佳的經濟性，因而引進這款飛機。航空公司努力將747這款飛機的空位填滿，導致機票的價格不斷下跌，一般旅客更能輕易地踏上這款巨無霸客機。747的成功使得這架飛機至今仍為世上最容易辨識的飛機之一，不僅受到各國航空公司喜愛，也被許多國家採用作為行政專機使用，更進一步奠定波音公司在民航業界霸主的地位。

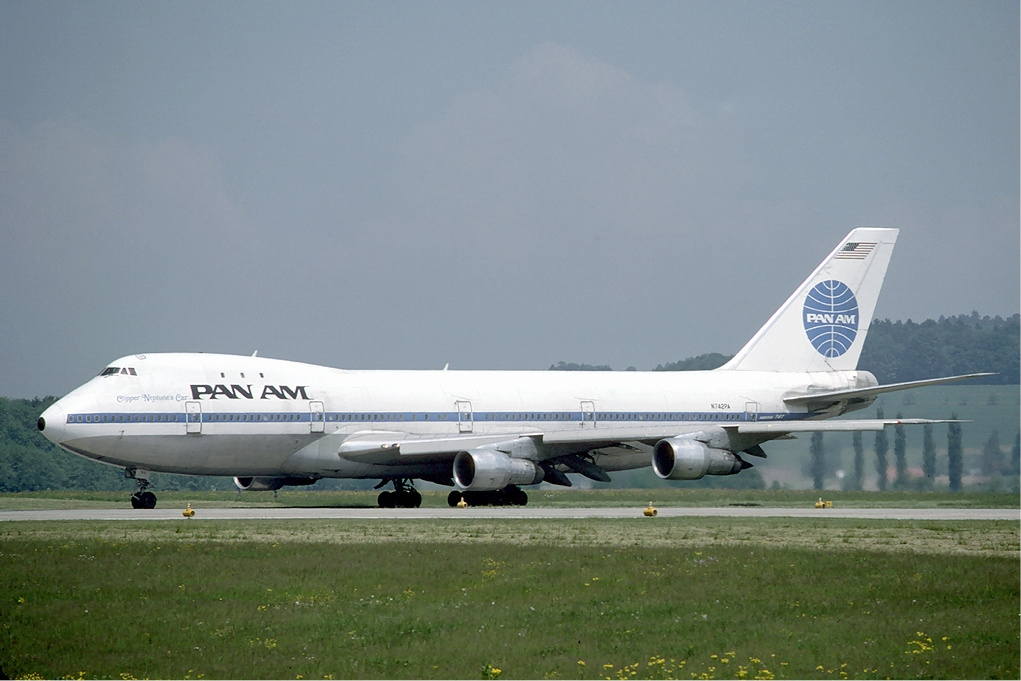
所屬泛美航空的波音747客機

#### 超音速客機的開發
在開發波音747前，波音公司曾在1950年代至1960年代間以「次世代客機」為目標，著手研發超音速客機。1960年代，由於蘇聯、歐洲都展開超音速客機的研發計畫，這對美國政府而言無疑是一個挑戰，美國政府擔心失去超音速客機的市場失去優勢，推動「國家超音速運輸（National Super Sonic Transport）」這項計畫。在1963年6月5日，波音公司因應國家計劃而研發的超音速客機波音2707終於開發成功，接著在1966年擊敗麥克唐納-道格拉斯公司以及洛克希德公司提出的超音速客機計畫，成功贏得聯邦航空局的評選。
1969年12月，以泛美航空為首的12架訂單，包含日本航空以及印度航空等26家大型航空公司在內，2707已經獲得122架訂單。不過由於民間擔心超高度的飛行可能造成臭氧層破壞，還有機場的起飛噪音以及飛機突破超音速時產生的音爆的原因而發起的抗議活動日益激烈，當時燃料費也日益提升。1971年3月，美國參議院決定撤銷這項计划的補助，在該年5月20日，波音公司最終只完成了兩架原型機就終止超音速客機的研發。

### 國際合作體制的形成
747投入市場後，噴射客機徹底席捲航空界。歐美各國航空器製造商也跟進投入研發噴射客機，不過由於技術日益進步，開發費用也跟著水漲船高，導致許多廠商無法獨自製造噴射客機，造成許多計畫中斷。為此，歐洲各國開始簽訂合約，共組多國籍的航空器製造商空中巴士。
空中巴士當時僅只有短距離使用的噴射客機A300，在銷售上面臨苦戰。不過在各國政府的努力下，空中巴士在推出A320等噴射客機後，逐漸擴大自身的市場。然而，伴隨而來的是麥克唐納-道格拉斯公司和洛克希德公司在民航機市場上的競爭陷入苦戰。
波音公司也歷經了第一次石油危機造成航空界的衰退，以及接連不斷的空難事故。民航機在高性能化以及大型化的同時，也須兼顧經濟性以及安全性。因此波音公司開發了737的後繼機種波音757，藉此迎戰空中巴士。757採用了許多先進技術，吸引美國以及歐洲的國內航線使用。不過當時的航空製造業界不流行獨自打造飛機，波音公司在順應這個情況下也開始了國際合作。在波音767這架宽體雙發，且採用許多先進技術的大型飛機，便是波音公司與日本和義大利等企業共同開發出來的。而介於767以及747間的大型宽體雙發的波音777，也是與世界各國廠商共同開發的產品之一。

#### 收購麥克唐納·道格拉斯
波音長期在民航機佔有一席之地，但伴隨空中巴士快速成長的壓力，波音公司採取多角式經營，開始研究人工衛星等航天產品，還成立提供融資以及租賃服務的波音金融公司，公司因而急速成長。1997年，波音更進一步收購已經有多年歷史的飛機製造商麥克唐納-道格拉斯公司，將公司主力的國防部門移至過去，成立波音綜合國防系統集團。2017年，波音公司將位於聖路易斯的國防總部搬遷至五角大廈所在地華盛頓。

### 21世紀的革新與衰退
逐漸成為主力的民航部門，自777以後所提出的新機種開發計畫，幾乎都得不到投資者以及股東的支持，因此波音公司的新民航機開發計畫延宕了十年之久。在這期間，空中巴士趁勢不斷發表、販售更新更先進的機種，在市佔率上逐漸侵蝕波音的市場。總銷售額在1999年之後被追上，之後的情況更轉向對峙。波音為了力挽狂瀾，提出亞音速的音速巡航機以及大型客機747X的計畫對抗，不過隨之而來的911事件嚴重衝擊美國的航空業，許多國內航空公司不斷倒閉，也造成銷售量日益惡化。
2005年，波音在睽違十年之後終於開始研發新一代的噴射客機，計畫定名為「波音7E7」，亦即波音787。熱銷20年，交付達1000架以上的757客機，以及稍小的737-300、737-400和737-500客機由於與787的重複性過高，因此決定停止生產，並開發其相關後繼機種。隨後為了利益走向了充滿爭議的737-MAX計畫，另外，波音發表的747-400的後續機種波音747-8客機，但四發機型銷售不佳，於2022年停產。期間並與龐巴迪C系列發生法律戰，使加拿大憤而改變了對波音的軍購，還促成了空中巴士購入A220機型的全套設計。
2018年7月，波音將透過成立價值47.5億美元的合資企業，購入巴西航空工業公司的商用客機（commercial aircraft）業務的80%股權，巴西航空工業公司將持有新公司20%的股權，並維持對其國防和商務客機（business jet）業務的控制權。但该计划受到疫情的重大打擊，于2020年4月25日，美国波音公司官方确认为计划终止，理由为巴西航空工业公司不满足必要条件，致使波音行使了终止合同的权利。
2022年9月，波音因误导性声明以及向投資者隱瞞737 MAX問題而將支付2亿美元和解金。
2023年5月，波音收購了從事電動垂直起降飛機研發的初創企業Wisk Aero。
2024年1月11日，美國聯邦航空管理局決定調查波音公司，確定波音是否能夠確保波音的產品符合局方的標準，以及飛機部件是否處於局方規定的安全運行狀態。

#### 波音737 MAX停飞事件
2018年10月29日，印度尼西亚狮航JT610航班在起飞约12分钟后坠毁，导致机上189人全部遇难。2019年3月10日，埃塞俄比亚航空ET302航班在起飞约6分钟后坠毁，导致机上157人全部遇难，此两起空难的值机机型皆为波音737 MAX，致使该款机型在全球范围内被停飛。
受737 MAX停飛事件影響，波音公司2019年的交付數量僅380架，較上年度的806架減少超過一半。这也是波音自2011年以来飛機交付數量首次被空客超越，空中巴士以863架交付量取代波音成為全球最大的飞机制造商。停飛事件也嚴重影響其飛機銷量，2019年淨訂單數目為-87架，這是超過30年來首次出現的訂單減少。同年，空中巴士獲得768架新訂單。2019年12月23日，波音宣佈首席執官辭職，任命大衛·卡爾霍恩為總裁兼首席執行官，勞倫斯·凱爾納將擔任董事長。
2021年1月，波音与美国司法部达成和解，并解除后者对737 MAX空难的刑事调查。为达成和解协议，波音将支付25亿美元，并承认员工在安全问题上欺骗了航空监管机构，而这些安全问题导致了两起737 MAX致命空难。

#### 向台湾销售军武被中國制裁
2020年10月26日，中華人民共和國外交部宣佈，因為參與對台灣出售武器，對包括波音國防太空安全在內的美國國防企業實施制裁。2022年9月16日，因為參與對台灣出售武器，中方宣布对波音防務公司總裁兼執行長泰德∙卡尔伯特實施制裁。

#### 勞工罷工
2024年9月12日，波音机械师工人进行投票，94.6%的参与成员拒绝工会自己的谈判委员会认可的合同提议，96%的参与成员投票赞成罢工。 9月13日，波音公司工人自2008年以来首次举行罢工。同时穆迪和标准普尔表示考虑将波音的评级下调至垃圾级。惠誉表示波音经营风险增加。10月11日，波音方面宣佈在全球范围裁员约10%，即约1.7万个岗位。
2025年4月以105.5億美元的價格將其數碼航空解決方案業務Digital Aviation Solutions部分業務出售予私募股權公司Thoma Bravo

## 現狀
與麥道公司完成合併後的波音公司已經成為世界上航太領域規模最大的公司。波音公司由以下主要的業務集團組成：
- 波音民用飛機集團：主要生產民用運輸機，主要產品包括：波音707、717、720、727、737、747、757、767、777、787系列飛機，提供從100座級別到500多座級別以及貨運型號在內的各種民用運輸機。全球同時在現役運營波音民用飛機有上萬架之多。目前，波音民用飛機集團的最新民航机——大量使用複合材料的波音747-8和波音787系列飛機已成功投入使用。
- 波音國防太空安全：主要生產軍用飛機（如與瑞典萨博合作研製的T-7紅鷹教練機）、導彈以及運載火箭等產品。是美國航空航天局(NASA)最大的承包商。
- 波音金融公司（英语：Boeing_Capital）：是提供資產融資和租賃服務的融資公司。
- 波音联接公司（英语：Connexion_by_Boeing）：為飛機提供空中雙向互聯網及電視服務，把互聯網直接接入到民航班機上。

波音公司目前在全世界開設有50多個代表處，僱員20餘萬人。

## 產品

### 生產中
| 飛機 | 待交付訂單 | 描述           | 座位           | 最大載貨                | 生產中的型號                                                                 | 已停產的型號                                         |
| ---- | ---------- | -------------- | -------------- | ----------------------- | ---------------------------------------------------------------------------- | ---------------------------------------------------- |
| 737  | 4162       | 雙引擎，單走道 | 172-230 (二級) | -                       | 800，800BCF，MAX-7, MAX-8, MAX-9, MAX-10, C-40, 737 AEW&C, P-8, 737MAX公務機 | 100, 200, 300, 400, 500, 600, 700, 700ER, 900, 900ER |
| 767  | 106        | 雙引擎，雙走道 | 224-304 (二級) | 52,480公斤 / 115,700磅  | 300F, KC-46, KC-767, E-767                                                   | 200, 200ER, 300, 300ER, 400ER                        |
| 777  | 417        | 雙引擎，雙走道 | 317-396 (二級) | 102,010公斤 / 224,900磅 | 777F, 777X                                                                   | 200, 200ER, 200LR, 300, 300ER                        |
| 787  | 488        | 雙引擎，雙走道 | 242-330 (二級) | -                       | 8, 9, 10, 公務機                                                             |                                                      |

各種機型大小比較：
787-8（黑）
777-300（紅）
767-300（青）
737-800 （綠）

註：波音747已全數生產完畢，未交付訂單截至2022年1月31日，當中包括軍用型號。

### 民航機

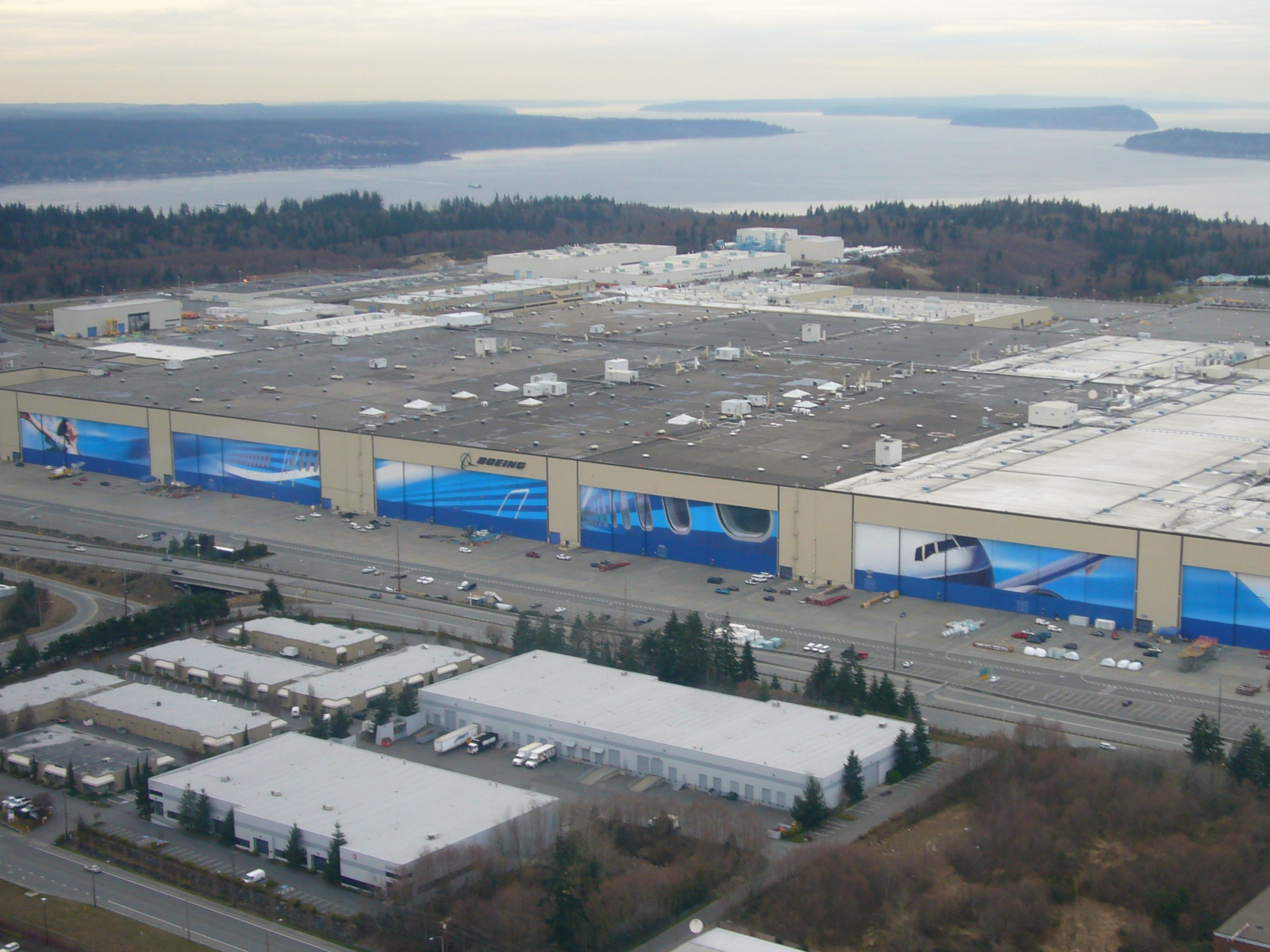
波音艾弗雷特工厂

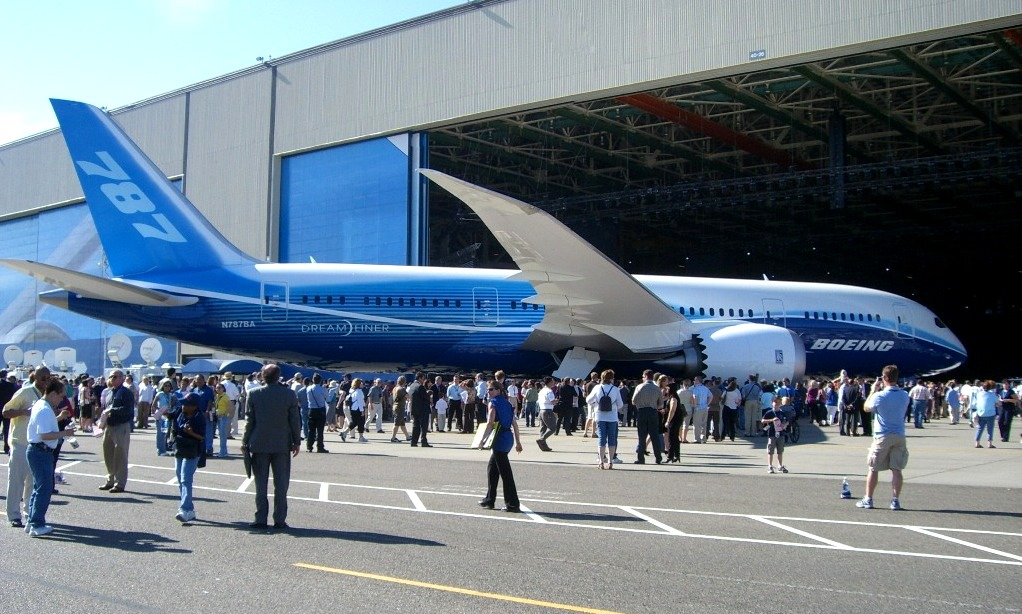
波音787于2009年出廠

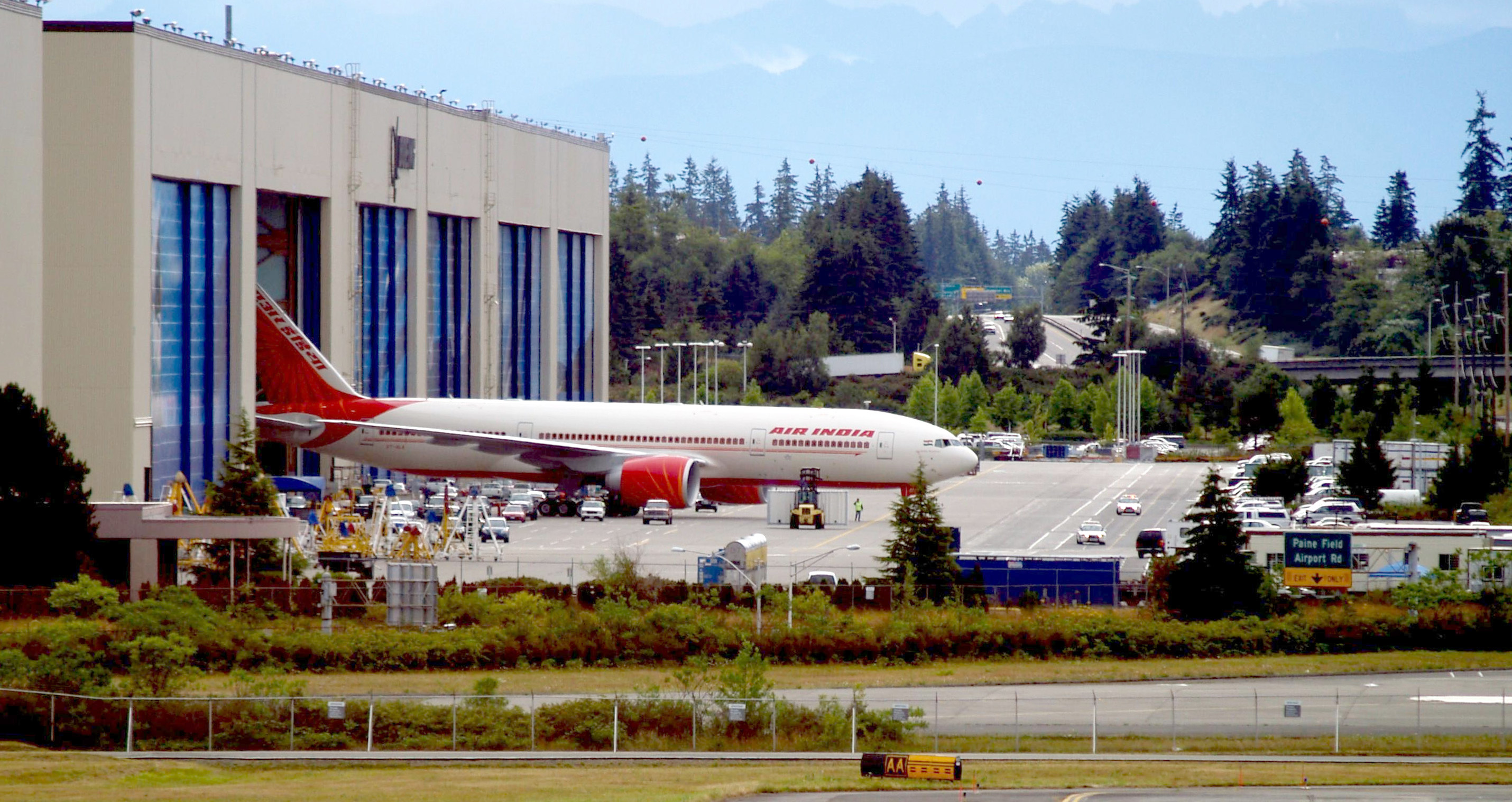
波音777

- 707：一款非常早期的中至長程、150至250人座級距之四發動機噴射客機系列。该型号于1957年首飞，1978年停产。720为707的衍生機型。（四引擎，单通道，已停产）
- 717：原名MD-95，是由麥道在與波音合併之前所開發的中短程百人座級距單走道噴射客機系列，1997年完成并购交易后改为现名。该型号于1998年首飞，2006年停产。（雙引擎，单通道，已停产）
- 727：一款較為早期的100至200人座級距之三發動機噴射客機系列。该型号于1963年首飞，1984年停产。（三引擎，单通道，已停产）
- 737：生產歷史悠久、使用廣泛的100至200人座雙發動機單走道噴射客機系列，根據機種差異適合營運的範圍介於短至中程航線。其衍生型众多，亦有改装的货机型号。除初代737外，还包括737经典型，737新世代及737 MAX。最初的波音737于1967年首飞。（雙引擎，单通道，在产）
- 747：世界上第一架配置有雙層甲板的客機，也是第一种宽体飞机，採四發動機配置，根據機種與艙等設計差異載客量介於200至500人不等的長程廣體客機系列。因其体积大，四引擎，可从机头进货等优势，不仅有原生及改装的货机型号，亦常被改造為政府，軍事及测试用途的特殊機種。如美国空军一号实为波音747-200型改装而来。最初的波音747于1969年首飞，2022年停产。（四引擎，双通道双甲板，已停产）
- 757：為了取代727而開發出的中短程雙發動機噴射客機系列，載客量介於200至250人之間，單走道設計。其亦有改装的货机型号。该型号于1982年首飞，2005年停产。（雙引擎，单通道，已停产）
- 767：中型雙發動機廣體客機系列，于1981年首飞。因其大小适中，不仅有原生及改装的货机型号，也經常被改造為政府或軍事用途的特殊機種。（雙引擎，双通道，在产）
- 777：世界上第一款大型雙發動機長程廣體客機，于1994年首飞。其亦有原生及改装的货机型号。777X是初代波音777的续任产品，於2020年1月25日首飞。（雙引擎，双通道，在产）
- 787：用以取代767的中型廣體客機系列，于2009年首飞。其是首款以复合材料制造的大型客机。根據機種的不同，適用範圍介於200-250座级的小客流中長程的越洋航線，至300座级的中，大客流區域性航線至不等。（雙引擎，双通道，在产）

### 研發中的民航機
- 波音NMA: 波音公司正致力於開發一款新型中型飛機，内部称谓为“New Midsize Airplane（英语：Boeing_New_Midsize_Airplane）”（New Midsize Airplane，新款中型客机）, 亦非正式稱為797。該飛機是757和767系列之後的小型寬體飛機，它將填補200至270座椅的空間。[25]

### 軍用飛機

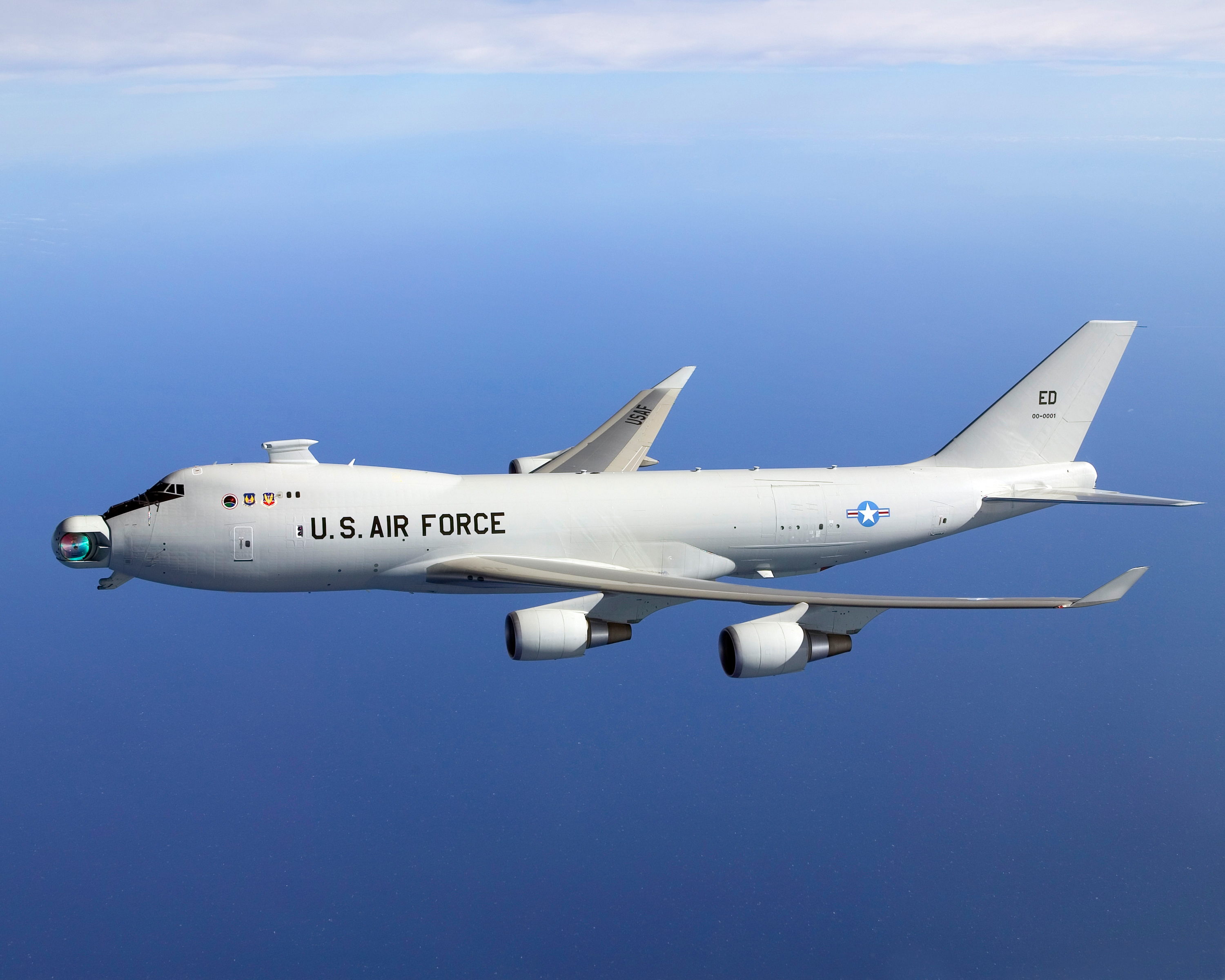
YAL-1机载镭射炮基于波音747-400F。该型号的研发于2011年终止。

包括與波音合併的麥克唐納-道格拉斯公司的產品
- B-17空中堡壘轟炸機
- B-29超級堡壘轟炸機
- B-52同溫層堡壘轟炸機
- F/A-18大黃蜂式戰鬥攻擊機
- F/A-18E/F超級大黃蜂戰鬥攻擊機
- EA-18G咆哮者電子作戰機
- F-15鷹式戰鬥機
- F-15E打擊鷹式戰鬥轟炸機
- F-47戰鬥機（NGAD）

## 波音公司與空中巴士公司
空中巴士公司由歐盟的法國、德國、英國和西班牙四國的宇航公司共同創立，自1970年成立以來，旗下製造的民航機，高安全性以及經濟性逐漸深受市場青睞，機種也不斷推陳出新的機種，以穩定的步調逐漸發展成為波音公司的主要競爭對手，波音公司在民航機的市佔率不斷被空中巴士公司鯨吞蠶食，兩者作為民航機兩大龍頭，雙方幾乎在全球展開面對面的訂單爭奪戰。雙方在激烈競爭的同時，還不斷的指控對方進行“不正當”競爭。波音指控四個國家的政府為空中巴士公司提供了大量的補貼，以及為購買空中公司飛機的航空公司提供低利貸款，違反了世界貿易組織的有關規則；而空中巴士公司反過來指責波音及其承包商也獲得巨額政府補貼。從而引發了美國與歐盟政府之間貿易爭端。雙方高層管理人員也在利用各種場合進行口舌之爭。而世界貿易組織在2019年先後裁決歐盟和美國違規補貼空中巴士和波音。